# Buchlomimus
Buchlomimus là một chi thực vật có hoa trong họ Hòa thảo (Poaceae).

## Loài
Chi Buchlomimus gồm các loài: